# 熊野筆

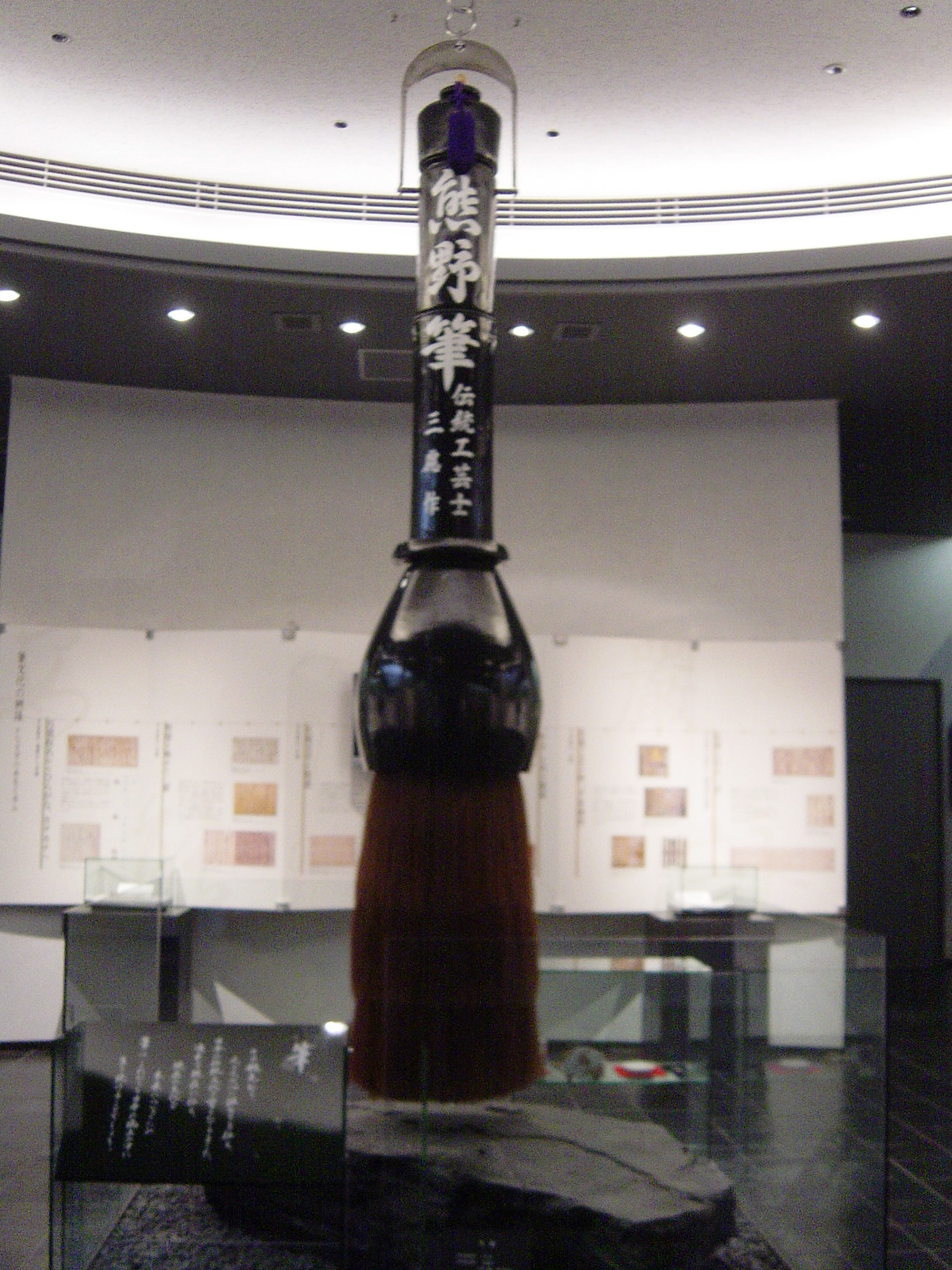
巨大熊野筆

熊野筆（くまのふで、英: Kumano Brush,Kumanofude）は、広島県安芸郡熊野町で生産されている筆。経済産業大臣指定伝統的工芸品。産地組合である熊野筆事業協同組合が管理する団体商標。
「筆の都」と称する日本最大の生産地で、愛知県豊橋筆・奈良県奈良筆・広島県川尻筆とともに日本四大産地を形成する。一般には国内シェア8割、これに川尻筆と合わせると広島県産の国内シェアは9割になると言われている。
口コミから2010年代に入り話題となっている。

## 特徴

### 技法
熊野筆を特徴づけるものに明治時代に開発した「盆まぜ法」という熊野独特の混毛技法がある。従来のものは「練りまぜ法」といい、塊（くれ）と呼ばれる整えられた毛のかたまりを水に入れ薄く伸ばし、よく混じり合うよう折り返して伸ばしては折り返してを繰り返していく方法で、どの産地でも用いられる。
これに対し盆まぜは、乾いた毛を盆と呼ばれる毛もみ箱にいれて混ぜ合わせ、そこから塊をつくって練りまぜする方法である。大量の混毛が一度にでき更に乾いた状態で混ぜ合わせるためまじり具合がいいこと、予め盆で混ぜておくことで塊を折り返す回数が減らせることから大量生産する事ができ、実際練りまぜ法と盆まぜ法で生産量は10倍もの差がある。

### 種類
生産される筆の種類は、大きく分けて毛筆・画筆・化粧筆になる。原材料は原毛は中国・東南アジアや北・南米など輸入物、筆軸は兵庫・岡山・静岡のものあるいは原毛と同様に輸入物を用いている。
熊野では盆まぜで大量生産し、高級品は練りまぜで作られている。当初は熊野筆ブランドの毛筆は全く存在せず、OEM製品いわゆる“無銘筆”として多く流通していたという。現在でも無銘筆は多く流通、例えば国産の学童用毛筆のほとんどが熊野で生産されたものである一方で、著名な書家に愛用される熊野筆ブランドの高級品も作られているなど、多種多様なものが出回っている。ただこうした普及品は中国などの安価な外国製のものと競合関係にあるため平均で見ると他産地よりも単価は非常に安く、例えば2000年代初頭の国内シェアでみると、生産量は毛筆80%・画筆85%・化粧筆90%（熊野町商工会公表2000年データ）なのに対し、生産額は61% （『全国伝統的工芸品総覧』2001年データ）まで落ちる。他産地の関係者から単価・大量生産の部分だけ見て熊野筆は質が落ちると批評されることもあったという。
現在では毛筆に加えて画筆・化粧筆の地域ブランドとして確立している。ともに戦後から本格的に生産が始まったものでOEM製品として流通していたが、特異点は早くから海外を意識したことにある。画筆はヨーロッパ産の優れた物と同レベルといわれ、海外でも高く評価されているという。化粧筆は先に海外で評判になり国内では口コミレベルで知られていたところへ2011年なでしこジャパンへの国民栄誉賞記念品として取り上げられたことで知名度が一気に上がった。

### 生産形態
他の伝統工芸品と同じようにごく小規模の独立した家内工業・問屋制家内工業・マニュファクチュアの3形態からなるが、熊野では地域内で分業制が進む中でこれらが複雑に入り組んでいる。毛を扱う部分は「筆司（ふでし）」と呼ばれる職人による手工業によるところが多いため機械化できず、筆軸の材質が木の場合のみ一部で機械化が進められている。比較的大きな工場は戦後発達した画筆・化粧筆のもので、原料の特性および販売展開から海外に製造拠点を持つ会社もある。
昭和初期には町民の9割が何らかの筆作りに携わったころもあったが、近年広島市のベッドタウン化し他からの流入者が増えたため現在では町民の約1割、約2,500人（毛筆1,500、画筆500、化粧筆500）が携わっている。筆作りは旧来から男仕事と言われているが熊野では女性の比率が高く、女性初の筆職人の伝統工芸士は熊野の筆司であり、現役の女性伝統工芸士は他産地より多い。パートや内職としての主婦の労働力は安価な普及品製造に大きな力となっており、熊野の筆踊りの中で「筆の都よ 熊野の町は 姉も妹も筆つくる」と唄われているところにも表れている。
毛筆だけに限れば年間約1,500万本、1日あたり約5万本製造している。外国産の安価な普及品との競争と、技能習得まで時間を要することと単価の問題から後継者がなかなか定着して育たないことが、現在熊野筆での問題となっている。

### 伝統工芸士
1975年伝統的工芸品指定、毛筆産業としては初の指定である。筆司約1,500人のうち伝統工芸士は2016年現在22人。なお4大産地で一番多い（豊橋14・奈良9・川尻2）。
詳細は筆の里工房ホームページ参照。
| \| 氏名 \| 雅号 \| 性別 \| 認定年 \| \| \| ------------ \| ---- \| ---- \| ------ \| ---------- \| \| 中川次雄 \| 光峰 \| 男 \| 1981 \| \| \| 中川敏朗 \| 聖峰 \| 男 \| 1981 \| \| \| 碓井佐千江 \| 真光 \| 女 \| 1981 \| 久保田号 \| \| 山井信雄 \| 竹玄 \| 男 \| 1988 \| 北斗園 \| \| 荒谷幸三 \| 城舟 \| 男 \| 1994 \| \| \| 大久保武 \| - \| 男 \| 1994 \| \| \| 仁井本不二男 \| 誠研 \| 男 \| 1994 \| 神技堂 \| \| 赤翼剛 \| 洞水 \| 男 \| 1994 \| 洞水筆 \| \| 伊原木嘉世子 \| 嘉永 \| 女 \| 1994 \| \| \| 藤川岸登 \| 玉水 \| 男 \| 1994 \| \| \| 南崎盛靭 \| 靭斎 \| 男 \| 1994 \| \| \| 大段明弘 \| 明翠 \| 男 \| 2000 \| \| \| 南部豊彦 \| 豊栄 \| 男 \| 2000 \| 神技堂 \| \| 實森康宏 \| 得全 \| 男 \| 2000 \| 實森誠実堂 \| \| 香川緑 \| 翆皐 \| 女 \| 2007 \| 仿古堂 \| \| 小鳥田正寛 \| 晃祐 \| 男 \| 2007 \| 晃祐堂 \| \| 福垣内康之 \| 康元 \| 男 \| 2008 \| \| \| 湊弘 \| 剛雪 \| 男 \| 2008 \| 九嶺堂 \| \| 片平哲也 \| 游哲 \| 男 \| 2013 \| 晃祐堂 \| \| 寺垣内久蔵 \| 雄翠 \| 男 \| 2013 \| 晃祐堂 \| \| 沖本信子 \| 信苑 \| 女 \| 2013 \| 一休園 \| \| 實森将城 \| 得応 \| 男 \| 2013 \| 實森誠実堂 \| | 以下過去の人物 - 赤巽南寿彦 - 上馬場正生 - 實森盛登 - 徳田信雄 - 福垣内茂 - 今城善秋 - 植松静利 - 小鳥田松雄 - 遠地寿三 - 藤本勝三 - 石井光二 - 上馬場敏行 - 梶矢哲美 - 川本俊明 - 番匠谷定 - 女夫他芳男 |      |        |            |
| 氏名 | 雅号 | 性別 | 認定年 |            |
| 中川次雄 | 光峰 | 男   | 1981   |            |
| 中川敏朗 | 聖峰 | 男   | 1981   |            |
| 碓井佐千江 | 真光 | 女   | 1981   | 久保田号   |
| 山井信雄 | 竹玄 | 男   | 1988   | 北斗園     |
| 荒谷幸三 | 城舟 | 男   | 1994   |            |
| 大久保武 | - | 男   | 1994   |            |
| 仁井本不二男 | 誠研 | 男   | 1994   | 神技堂     |
| 赤翼剛 | 洞水 | 男   | 1994   | 洞水筆     |
| 伊原木嘉世子 | 嘉永 | 女   | 1994   |            |
| 藤川岸登 | 玉水 | 男   | 1994   |            |
| 南崎盛靭 | 靭斎 | 男   | 1994   |            |
| 大段明弘 | 明翠 | 男   | 2000   |            |
| 南部豊彦 | 豊栄 | 男   | 2000   | 神技堂     |
| 實森康宏 | 得全 | 男   | 2000   | 實森誠実堂 |
| 香川緑 | 翆皐 | 女   | 2007   | 仿古堂     |
| 小鳥田正寛 | 晃祐 | 男   | 2007   | 晃祐堂     |
| 福垣内康之 | 康元 | 男   | 2008   |            |
| 湊弘 | 剛雪 | 男   | 2008   | 九嶺堂     |
| 片平哲也 | 游哲 | 男   | 2013   | 晃祐堂     |
| 寺垣内久蔵 | 雄翠 | 男   | 2013   | 晃祐堂     |
| 沖本信子 | 信苑 | 女   | 2013   | 一休園     |
| 實森将城 | 得応 | 男   | 2013   | 實森誠実堂 |

伝統工芸士の作品は筆の里工房セレクトショップや県運営アンテナショップ広島ブランドショップ TAUの2階熊野筆セレクトショップなどで販売している。

### 団体商標
2004年団体商標を取得、この際に熊野筆®の定義やロゴマークが作られた。定義は以下の通り。
なお毛筆・画筆・化粧筆それぞれで原料・製法が会社によって異なる部分があるため、これ以上細かく定義は作られていない。商標法の一部改正により2006年から地域団体商標が始まるが、他ではその取得にあたり熊野筆のケースを参考にしたという。
産地組合である熊野筆事業協同組合に加盟する組合員は2015年現在で99社になる。うち熊野筆®を商標契約しているのは同年現在で52社になる。以下契約店を列挙する。
詳細は熊野筆事業協同組合ホームページ参照。
| - 安芸一松堂 - 一休園 - 一晃園 - 一松堂筆舗 - 一宝堂 - 大年製作所 - 越智製作所 - 魁栄堂 - 貫盛堂 - 喜筆 - 久華産業 - 久宝堂 - 九嶺堂 - 玉信堂製筆 - 久保田号 - 晃祐堂 - 五大洲 - 實森誠実堂 - 志々田清心堂 - 実栄堂筆舗 | - 史芳堂筆舗 - 春海堂 - 松月堂 - 尚美堂 - 神技堂 - 眞祥堂 - 泰山堂 - 泰盛堂 - タウハウス - 竹田ブラシ製作所 - 橘宝盛堂 - 丹精堂 - 竹宝堂 - 長栄堂 - 友井尚文堂 - 中村製作所 - 博雲堂筆舗 - 広島清雅堂 - 広島筆産業 - 平尾文明堂 | - 不二産業 - 藤田画筆製作所 - 筆の里振興事業団 - ブロス - 文学堂製筆 - 文宏堂 - 仿古堂 - 北斗園 - 穂乃伊堂 - 丸屋文栄堂 - 瑞穂 - 宮尾産業 |

以下、2017年現在流通している品目例を列挙する。
- 県運営アンテナショップ広島ブランドショップ TAUの熊野筆セレクトショップでは久華産業・晃祐堂・丹精堂・竹宝堂・中村製作所・瑞穂ブラシの5社とその他セレクトショップが厳選した400種類以上の化粧筆、書筆、画筆を扱っている。
- ザ・広島ブランド広島市認定特産品[43]
  - 化粧筆、宝飾・漆化粧筆 - 丹精堂
  - 熊野筆（書道筆） - 一休園
  - 熊野筆（日本画筆・アニメ筆・絵手紙筆など） - 松月堂
  - 熊野化粧筆 - 晃祐堂
  - 熊野筆（書筆） - 仿古堂

上記以外では、誕生記念筆いわゆる赤ちゃん筆の元祖である洞水筆、化粧筆世界トップシェアの白鳳堂 、などがある。

## 生産量
以下、1954年 『筆の町 熊野誌』記載時に商工会が調査したもの 、1987年『安芸熊野町史 通史編』記載時に町史刊行委員会が調査および推算した、生産量を示す。なお製筆業が小規模の家内工業であることに加えて複雑な販売網のため明快な統計データが得にくく調査者によって数値はバラバラで、全国的な統計データとしては工業統計があるが昭和初期までのものは職人5人以下の事務所を統計に入れていないため、本データは熊野公表分のみを用いている。
| 年度             | 本数(万本) | 本数(万本) | 本数(万本) | 本数(万本) | 本数(万本) | 備考                             |
| 年度             | 000000     | 毛筆       | 画筆       | 化粧筆     | 合計       | 備考                             |
| ---------------- | ---------- | ---------- | ---------- | ---------- | ---------- | -------------------------------- |
| 嘉永年間 1848-53 |            | 0.1        | -          | -          | 0.1        |                                  |
|                  |            |            |            |            |            |                                  |
| 1868年           |            | 15         | -          | -          | 15         |                                  |
|                  |            |            |            |            |            |                                  |
| 1883年           |            | 140        | -          | -          | 140        |                                  |
|                  |            |            |            |            |            |                                  |
| 1886年           |            | 17.5       | -          | -          | 17.5       | 学校令公布                       |
| 1887年           |            | 17.5       | -          | -          | 17.5       |                                  |
| 1888年           |            | 500        | -          | -          | 500        |                                  |
|                  |            |            |            |            |            |                                  |
| 1894年           |            | 355        | -          | -          | 355        | 日清戦争勃発                     |
| 1895年           |            | 4,000      | -          | -          | 4,000      |                                  |
| 1896年           |            | 366.1      | -          | -          | 366.1      |                                  |
| 1897年           |            | 1,500      | -          | -          | 1,500      |                                  |
| 1898年           |            | 1,200      | -          | -          | 1,200      |                                  |
|                  |            |            |            |            |            |                                  |
| 1900年           |            | 3,750      | -          | -          | 3,750      |                                  |
| 1901年           |            | 4,000      | -          | -          | 4,000      |                                  |
| 1902年           |            | 4,000      | -          | -          | 4,000      |                                  |
| 1903年           |            | 3,650      | -          | -          | 3,650      |                                  |
| 1904年           |            | 2,455      | -          | -          | 2,455      | 日露戦争勃発                     |
| 1905年           |            | 2,555      | -          | -          | 2,555      |                                  |
| 1906年           |            | 2,555      | -          | -          | 2,555      |                                  |
| 1907年           |            | 2,555      | -          | -          | 2,555      |                                  |
| 1908年           |            | 2,555      | -          | -          | 2,555      |                                  |
| 1909年           |            | 894        | -          | -          | 894        |                                  |
| 1910年           |            | 894        | -          | -          | 894        |                                  |
| 1911年           |            | 2,000      | -          | -          | 2,000      |                                  |
|                  |            |            |            |            |            |                                  |
| 1915年           |            | 4,200      | -          | -          | 4,200      | 大正バブル開始、熊野に電灯がつく |
|                  |            |            |            |            |            |                                  |
| 1917年           |            | 5,878      | -          | -          | 5,878      |                                  |
|                  |            |            |            |            |            |                                  |
| 1919年           |            | 5,850      | -          | -          | 5,850      |                                  |
|                  |            |            |            |            |            |                                  |
| 1926年           |            | 4,330      | -          | -          | 4,330      |                                  |
|                  |            |            |            |            |            |                                  |
| 1929年           |            | 6,000      | -          | -          | 6,000      |                                  |
|                  |            |            |            |            |            |                                  |
| 1931年           |            | 6,400      | -          | -          | 6,400      |                                  |
|                  |            |            |            |            |            |                                  |
| 1936年           |            | 7,000      | -          | -          | 7,000      |                                  |
| 1937年           |            | 6,400      | -          | -          | 6,400      | 日中戦争勃発                     |
| 1938年           |            | 5,000      | -          | -          | 5,000      |                                  |
| 1939年           |            | 4,500      | -          | -          | 4,500      |                                  |
| 1940年           |            | 4,500      | -          | -          | 4,500      |                                  |
| 1941年           |            | 5,000      | -          | -          | 5,000      | 国民学校令制定、太平洋戦争勃発   |
| 1942年           |            | 4,000      | -          | -          | 4,000      |                                  |
| 1943年           |            | 3,000      | -          | -          | 3,000      |                                  |
| 1944年           |            | 2,500      | -          | -          | 2,500      |                                  |
|                  |            |            |            |            |            |                                  |
| 1947年           |            | 1,500      | 100        | -          | 1,600      |                                  |
| 1948年           |            | 1,500      | 300        | -          | 1,800      |                                  |
| 1949年           |            | 2,000      | 1,000      | -          | 3,000      |                                  |
| 1950年           |            | 2,200      | 1,000      | -          | 3,200      |                                  |
| 1951年           |            | 2,400      | 1,100      | -          | 3,500      |                                  |
| 1952年           |            | 2,800      | 1,300      | -          | 4,100      |                                  |
| 1953年           |            | 3,000      | 1,400      | -          | 4,400      |                                  |
| 1954年           |            | 2,800      | 1,590      | -          | 4,390      | 高度経済成長始まる               |
| 1955年           |            | 2,730      | 1,770      | -          | 4,500      |                                  |
| 1956年           |            | 3,280      | 2,480      | -          | 5,760      |                                  |
|                  |            |            |            |            |            |                                  |
| 1965年           |            | 3,000      | 3,735      | -          | 6,735      |                                  |
| 1966年           |            | 3,270      | 5,970      | -          | 9,240      |                                  |
| 1967年           |            | 3,270      | 6,230      | -          | 9,500      |                                  |
| 1968年           |            | 3,850      | 6,460      | -          | 10,310     |                                  |
| 1969年           |            | 3,920      | 6,500      | -          | 10,420     |                                  |
| 1970年           |            | 4,020      | 5,040      | -          | 9,060      |                                  |
| 1971年           |            | 4,550      | 5,190      | -          | 9,740      | ニクソン・ショック               |
| 1972年           |            | 4,420      | 4,920      | -          | 9,340      |                                  |
| 1973年           |            | 4,360      | 4,820      | -          | 9,180      | オイルショック                   |
| 1974年           |            | 4,470      | 5,170      | -          | 9,640      |                                  |
| 1975年           |            | 4,200      | 4,300      | 3,150      | 11,650     |                                  |
| 1976年           |            | 3,800      | 4,500      | 3,500      | 11,800     |                                  |
| 1977年           |            | 3,700      | 4,500      | 3,500      | 11,700     |                                  |
| 1978年           |            | 3,740      | 4,500      | 3,500      | 11,740     |                                  |
| 1979年           |            | 3,820      | 4,600      | 4,000      | 12,420     |                                  |
| 1980年           |            | 3,440      | 4,970      | 4,000      | 12,410     |                                  |
| 1981年           |            | 3,440      | 4,970      | 4,000      | 12,410     |                                  |
| 1982年           |            | 3,470      | 4,970      | 4,000      | 12,440     |                                  |
| 1983年           |            | 3,500      | 4,900      | 4,400      | 12,800     |                                  |
| 1984年           |            | 3,550      | 4,700      | 4,650      | 12,900     |                                  |
| 1985年           |            | 3,600      | 4,000      | 4,800      | 12,400     |                                  |

## 沿革

### 要因
江戸時代から昭和初期にかけて国内ではいろいろな所で筆の生産が行われており、広島県内においても熊野や川尻の他にも山県郡・佐伯郡・広島市・安佐郡・呉市・西城村・世羅郡・双三郡・尾道市・深安郡・福山市で生産されていた記録が残る。その中で原毛・筆軸などの筆の原材料に乏しく江戸（東京）や大阪・京都のような消費地から遠い熊野で筆の生産が大きく発展していった根拠については史料が少ないため検証できておらず、現在の定説は熊野周辺の史料によるものでほぼ構成されている。
以下、熊野で筆作りが発展していった要因を1987年熊野町史刊行委員会がまとめたものを主として示す。
- 熊野は海抜約250mの周囲を標高約500mの山々に囲まれた狭い盆地（熊野盆地）の中にある[55][34][50]。昭和初期以降に交通網が整備されるまで[56]広島・呉・矢野・海田などへは長い峠道を通らなければならず、事実上閉ざされた地だった[34]。それに加えて農業以外の産業はこれといってなかったため、何らかの副業で生活を支えなければならなかった[34]。
- 農閑期の副業として出稼ぎが行われるが家を守る女性にとっては副業として筆作りは都合が良かった[34][57]。筆は小さく軽いためカバンに詰めれば安易に運搬できることから、交通網が発達していなくても行商することができた[58]。女性にとっても筆作りの作業は比較的高齢でもできるためパート・内職としていい仕事になった[35][59]。
- 近代に入り呉市[注 1]と広島市[注 2]が急速に近代化そして消費地として発展していくが、熊野はちょうどそれらの中間に位置しそれらから影響を受けず近代化が進まなかったことから結果として家内工業である筆作りがこの地の基幹産業となった[57][63][64][34][50]。逆に京都（京筆）・大阪・東京（江戸筆）といった江戸時代の主要産地は産業の近代化に接したことよって停滞していき、戦後に川尻・豊橋・奈良で4大産地が形成されていった[65][55][66]。
- 閉ざされた地で基幹産業となったことから住民のみならず行政と地域をあげて発展のため努力していった[34]。熊野の子どもは小さいころから見ているため仕事を早く覚え、さらに優れた筆司は指導に尽力した[57]。
- 基本的に零細産業であることから好景気になれば他業種へ転職するものがでるため、需要は増えても産地として拡大しなかった[67]。それに加えて製造において高い技能が必要となる部分は簡単に外へ流出することがなく機械化も困難であったため、熊野町外の市町村で筆作りが盛んにならず製筆の大企業が生まれなかった[16][68][67]。そのため結果的に熊野町内に集約されていった[67]。
- そうした地で問屋制家内工業が発達つまり問屋を中心として職人や業者が密に連携し分業体制が進んだ[34]。そのため高級品から普及品までいろいろな種類の筆の生産に迅速に対応でき、かつ量産化も進めやすかった[34]。こうして、学校での習字の普及や高度経済成長などの好景気と需要が急増するタイミングで他産地よりも迅速に対応できた[35]。

### 起源
江戸時代、熊野村の産業は農耕が中心であったが農地が狭いため民は貧しく、さらに享保3年（1718年）百姓騒動により土地を取り上げられた水呑百姓が増えていた。生活を支えるため農閑期には出稼ぎするしかなかった。その中で関西に出たものがその帰りに奈良（奈良筆）・大阪や有馬（有馬筆）で筆を仕入れて行商しながら帰ってきたのが熊野と筆の関係の始まりであると言われている。いつごろから始まったかは不明であるが、天明年間（1781年-1789年）には行われていたと考えられている。
江戸時代中期広島藩浅野氏第7代藩主浅野重晟は大規模な藩改革を行い、江戸後期には浅野氏第8代藩主浅野斉賢はそれを引き継ぎ藩財政の安定に成功した。斉賢はその中で、藩財政改善のため領内の各地に商品価値の高い特産物の生産を奨励したり、そののち安定した藩財政を元に文化・教育面での政策も積極的に行っている。文政13年（1830年）それらの事業の一環として藩営の製墨場を新庄村（現西区三滝町）に設置、天保2年（1831年）熊野村に80人ほどいた筆墨行商人の中で墨屋長兵衛が新庄墨の売捌取次筆頭に選ばれ、のち墨屋長兵衛改め住屋貞右衛門は褒美として熊野村の与頭同格を与えられた。熊野での製筆の起こりは、こうした藩の意向で貞右衛門が熊野村庄屋と相談して村民を製筆の修行に出し、それを持ち帰ったものによって普及したと考えられている。現在熊野筆事業共同組合が公表しているのは以下の3人。
- 天保5年（1835年）「佐々木為次」が有馬で修行、天保9年（1839年）熊野へ帰郷し筆作りを始める[57]。このことは熊野町城之堀の向殿家の庭にある“毛筆元祖佐々木為次先生碑”に刻まれている[74]。
- 弘化3年（1846年）、「井上治平（弥助）」が広島藩御用筆司である吉田清蔵のもとで修行、帰郷し筆作りを始める[57]。このことは熊野町榊山神社境内の“熊野毛筆元祖頌徳之碑”に刻まれている[75][74]。
- 同じ頃、「乙丸常太（音丸常太郎）」が有馬で修行、帰郷し筆作りを始まる[57]。このことも熊野毛筆元祖頌徳之碑に刻まれている[75][74]。

これらとは別に天保年間にどこからか現れた一介人が始めた、あるいは天保2年「畑のよ」と「久作」が始めたが途絶えたため天保4,5年に「孫出（孫居田）才兵衛」が吉田清蔵を熊野に連れて帰り再興した、とする資料があるが2017年現在で熊野筆事業共同組合は採用していない。
いずれにしても、天保・弘化年間に多くの人が絡んで筆作りが始まったと考えられている。こうして熊野で作られた筆は“芸州筆”として新庄墨とともに熊野の行商人によって諸国で売られていった。特に才兵衛は中興の祖と言われ製法の改善や行商販路の拡大そして職人の勧誘をおこなったという。

### 毛筆王国へ
1872年（明治5年）の史料によると、上方からの職人の指導によって生産は盛況、熊野に筆問屋ができ、農業あるいは行商と兼業していたものは生業として筆作りに励んでいた。ただし職工は不況によって簡単に転職したりあるいは復帰したりしていた。流通も広島と防長石州、つまり山口・島根の西部程度に限られていた。
そこへ同1872年学制制定、小学校で筆を使うようになったため需要が増えることになる。これに1877年（明治10年）第1回内国勧業博覧会で入賞したことにより熊野筆の名が知られるようになる。教育系の法整備が進むにつれ生産本数は桁違いに伸び、販路も1895年（明治28年）には全国に拡大したと考えられている。この明治時代に新たな混毛のやり方“盆まぜ”を開発、他産地に先駆けて大量生産を可能にした。村の基幹産業となったのはこの明治中頃で、村を挙げて生産に取り組んだ。
日清戦争に絡んで生産は拡大した。戦地に赴いて熊野筆を行商していたものもいたという。筆製造によって得られた経済力を背景に1918年（大正7年）10月1日熊野町として町制施行している。
ただ急速に拡大していった中で職人の腕の絶対数が追いつかなくなり質の低下を招いた。当時「熊野筆は安かろう然し悪かろう」と揶揄されたという。そのため明治中頃には筆司数人で、例えば七筆会・毛筆奨励会・工親会といったグループを作り品質の追求にも取り組んでいる。これらが事業拡大と近代化のなかで集まり、後に1926年（大正15年）熊野商工会設立であったり、1935年（昭和10年）熊野商業組合（現在の熊野筆事業協同組合）設立に至っている。
昭和初期になると軍部への納入は増えていった。またこの頃熊野では道路網が整備されトラックによる定期輸送が可能となると、それら消費地への大量運搬ができるようになり、さらに山陽本線あるいは呉線の駅までの到達時間が短くなり、販売網は拡大した。こうした販売網の拡大により、毛筆に加えて万年筆や刷毛製造を起こすところもでて、毛筆製造に隠れて細々と行われていたという。この刷毛製造が後に画筆・化粧筆製造に繋がるのである。
1936年（昭和11年）7千万本を記録している。これが現在協同組合公式発表による毛筆のみの生産量ピークである。翌1937年（昭和12年）日中戦争が勃発すると原毛の輸入が停止されたことにより生産は落ち込んでいった。その中で軍部は良質な日本産の筆つまり熊野筆を中国での宣撫工作の一つとして用いていたという。
1937年（昭和12年）県立広島商業高校の調査によると、生産量は国内の8割に達しており、熊野町民の95%が製筆関係の仕事に従事し、町財政の4割が製筆によるものであった。原材料は国内物と輸入物に頼り、原料毛は大阪・神戸・京都の他に満州・中国・モンゴル・アメリカから、竹軸は岡山・兵庫・島根・静岡などから取り寄せていた。出来た毛筆は台湾・樺太・朝鮮・満州・中国にも輸出し、欧米も視野に入れていた。ただし、大量に流通していたにもかかわらず熊野筆というブランド名は浸透しておらず無銘筆で多く流通していたという。1939年（昭和14年）には国内生産量の9割に達し、国定教科書の地理に熊野町が筆の産地であると記載するよう陳情していたという。
「姉も妹も筆つくる」の唄のように女性が多く働いた。近隣の村々では娘がこき使われるのを心配して「熊野に嫁に行かすな」と言われていたという。逆に働き者の母親を見て育った熊野の娘は働き者であったとして「嫁にもらうなら熊野の嫁を」と言われていたという。

### 毛筆存廃問題
そもそもの発端は明治末期のこと、鉛筆が普及し大正初期には学校教育に取り入れられると近代化の中で毛筆の存在意義が問われるようになった。広島においては1908年（明治41年）広島県師土井訓導が紙面で発表、大正時代には賛否が争われた。これがピークとなったのが1919年（大正8年）中橋徳五郎文相が唱えた「毛筆廃止論」である。同年7月28日付東京日日新聞で中橋文相は「毛筆は二十年来の遺物である。現今の清社会に於て我々が毛筆をなめている様では、日本の文化は進歩するものではない」と毛筆廃止論を展開し、これに同調するものもでて全国規模で激しく論議された。これに対し筆の産地であった熊野町は中橋文相に陳情書を出し、この中で「将来我国民ノ精神二及ホス影響、勘カラサルモノアル」と国粋主義的な面で訴えている。この騒動が収まるのは昭和初期のことで、それまで単なる筆記用具に過ぎなかった毛筆が、習字の持つ精神性・芸術性が評価されて学校教育の場に残ったのである。
1941年（昭和16年）国民学校令制定、それまでの学校での書道は単なる書き方に過ぎなかったものが“芸能科習字”として一教科に格上げされたため、毛筆需要は増加した。同年末太平洋戦争が勃発すると男性の職人が徴兵されたためカバーするように女性の職人によって作られていたが、戦争が進むにつれ原料・職人不足によりほぼ作られなくなった。
そして終戦後、今度はGHQ主導による学制改革で1947年（昭和22年）学習指導要領で書道は必修教科から外された。熊野にとっては当時の基幹産業の主力であった学童用毛筆の需要見通しがつかない状況になったのである。この中で他業種への転職を進めたり、残った職人たちは技術的にも材料的にも共通点の多い画筆や化粧筆作りを模索していった。戦前には東アジアを中心に輸出されていたものも途切れたため、新たに海外輸出計画が練られたのもこの時期である。
一方、書道の必修教科復活に向けて豊道春海を中心に書道家・書道教育者が熱心に活動した。熊野では町を挙げて復活運動を行い政府に陳情し、のちに政界も巻き込んで大きな運動となった。これが実り、1951年（昭和26年）小学校指導要領で小学4年生以上での書道が任意ではあるが復活、1958年（昭和33年）学習指導要領で小学3年生以上必修となり、学校での習字教育は復活したのである。
1954年（昭和29年）には熊野町商工会調べによると国内生産額で9割に達し熊野町全戸数の8割が毛筆業に従事していたという。別のソースには同年の国内生産高70%、画筆のみ60%に達したという。1958年（昭和33年）山陽新聞は生産高90%、年間10億円と報じている。

### 化粧筆・画筆の台頭
ただし毛筆は1970年代以降生産は伸びていない。外国製の安価な普及品に加え、マジックペン・ボールペン・筆ペンなどの文房具の多様化、PCやスマホの普及、少子化による学童用毛筆の停滞、など毛筆人口の減少によって需要が増えていかないためである。
伸び悩む毛筆に代わって台頭したのが化粧筆・画筆である。戦後から本格的生産が始まり、1950年代には化粧筆生産は順調に軌道に乗り、1960年代には化粧筆・画筆・工業用刷毛それぞれの生産量の方が毛筆よりも多くなっている。この頃から大手化粧品メーカーのOEM生産が始まり、化粧品とのセット販売も行われ、従来の熊野筆の化粧筆製造技術に欧米のものも取り入れるなど技術革新に努めた。1970年度のデータでは毛筆がほぼ国内で流通しているのに対し刷毛類（化粧筆）・画筆は6割近くが海外、主に北米市場へ輸出されていた。
しかしこうした順調な流れも1971年ニクソン・ショック以降の不況によりストップがかかることになる。いくつかの企業ではニクソン・ショック以降赤字に転落したと証言している。
1981年度のデータでは、化粧筆が伸びていたものの、画筆は横ばい、工業用刷毛はポリ容器油差しの普及により減少している。1985年プラザ合意後の円高進行は熊野筆企業の海外進出に拍車をかけることになる。現在化粧筆世界トップシェアの白鳳堂にとっては1995年にカナダの化粧品メーカーであるM･A･CとのOEM契約が転機になったという。
こうした中でまず海外で化粧筆の品質が認められることになり、ハリウッドセレブ御用達、あるいはパリコレのメイクアップアーティストが認めた筆、と謳われるようになった。これに1990年代後半から国内メディアで熊野の化粧筆が取り上げられ始め、同じ頃美容ブームやメーク専門女性誌が創刊されたことにより注目され始めた。そして2011年なでしこジャパンへの国民栄誉賞記念品として取り上げられたことで国内での知名度が一気に上がることになった。

## 文化

### 筆の日
熊野町では春分の日を「筆の日」としている。これは2008年町条例で制定したもので、春分の日を含む1週間を筆の日週間とし情報配信・イベントを開催している。

### 筆まつり
詳細は筆まつり公式ホームページ参照。
毎年秋の彼岸に開催されている。三筆嵯峨天皇を祭り、熊野筆元祖と言われる井上治平・乙丸常太を偲び、毛筆に携わるものたちが氏神に祈念するとして、榊山神社を皮切りに熊野町を挙げて行われている。
昭和初期、熊野筆の生産は伸び熊野商工会は潤っており、1935年熊野商工会設立10周年記念事業としてこの祭りは企画され、当初は榊山神社で祝詞をあげるだけの祭典と、筆踊りのみだった。そこから様々な催しが行われるようになった。
- 筆供養 : 祭りの中心行事であり、榊山神社境内にある筆塚で行う[114]。毎年数千本が焼納されているという[114]。筆塚は1974年筆まつりにあわせて建立、揮毫は池田勇人のもの[116][117]。
- 大作席書 : 約20畳分の紙へ著名な書家が揮毫する。
- 彼岸船 : 2艘の彼岸船を町の東西から子どもたちが引っ張り町内をねり歩く[113][114]。
- 筆踊り
- 1万本の筆通り : 神社参道を大小の筆で飾る[114]。

この他、競書大会や筆作りの実演、熊野筆の即売会などがある。

### 筆踊り
1935年第1回筆まつり開催が企画された際に、作詞野口雨情・作曲藤井清水の筆まつりの歌（正題『熊野筆まつり』）が作られ、これに馬場豊寿鶴によって振りが付けられた。これが「筆の都よ 熊野の町は 姉も妹も筆造る」の筆踊りで毎年筆まつりで女性によって踊られている。
1979年には熊野町青年連合会が企画中心となってレコード化された。唄は浜田喜一・巻口成子、演奏は東芝レコーディングオーケストラ、囃子は浜田社中、編曲は山中博。なお現在曲自体は作詞作曲ともに権利関係は消滅しており著作権フリー。

### 全国書画展覧会
詳細は全国書画展覧会公式ホームページ参照。
全国書画展覧会は1931年全国書き方展覧会として始まり、小中学生を対象に、書写・書道および図画工作・美術の教育および振興を目的として開催されている。加えて1999年から年齢制限のないふれあい書道展も同時開催している。
前身は1929年熊野第一尋常高等小学校（現町立熊野第一小学校）が主催した全国小学校書き方展覧会である。1931年同高等小学校が主催し商工会が協賛する第1回全国書き方展覧会を開催する。対象は小中学校ほか学校および一般を含めたもので、参加は2府32県の北は北海道樺太から遠く青島朝鮮台湾のものが6千点にもおよぶ作品を出展している。第2回大会から現在の全国書画展覧会に名を改め、第3回大会から後援に熊野町・熊野商工会・熊野書道研究会・広島県教育会・安芸群教育会・中国書道会・広島書道研究会・岡崎中央書道協会・東京学書会・中国新聞社が入っている。太平洋戦争中も開催されたものの1945年のみ中止、戦後1946年から主催を商工会に変え復活し現在まで続いている。

### 施設

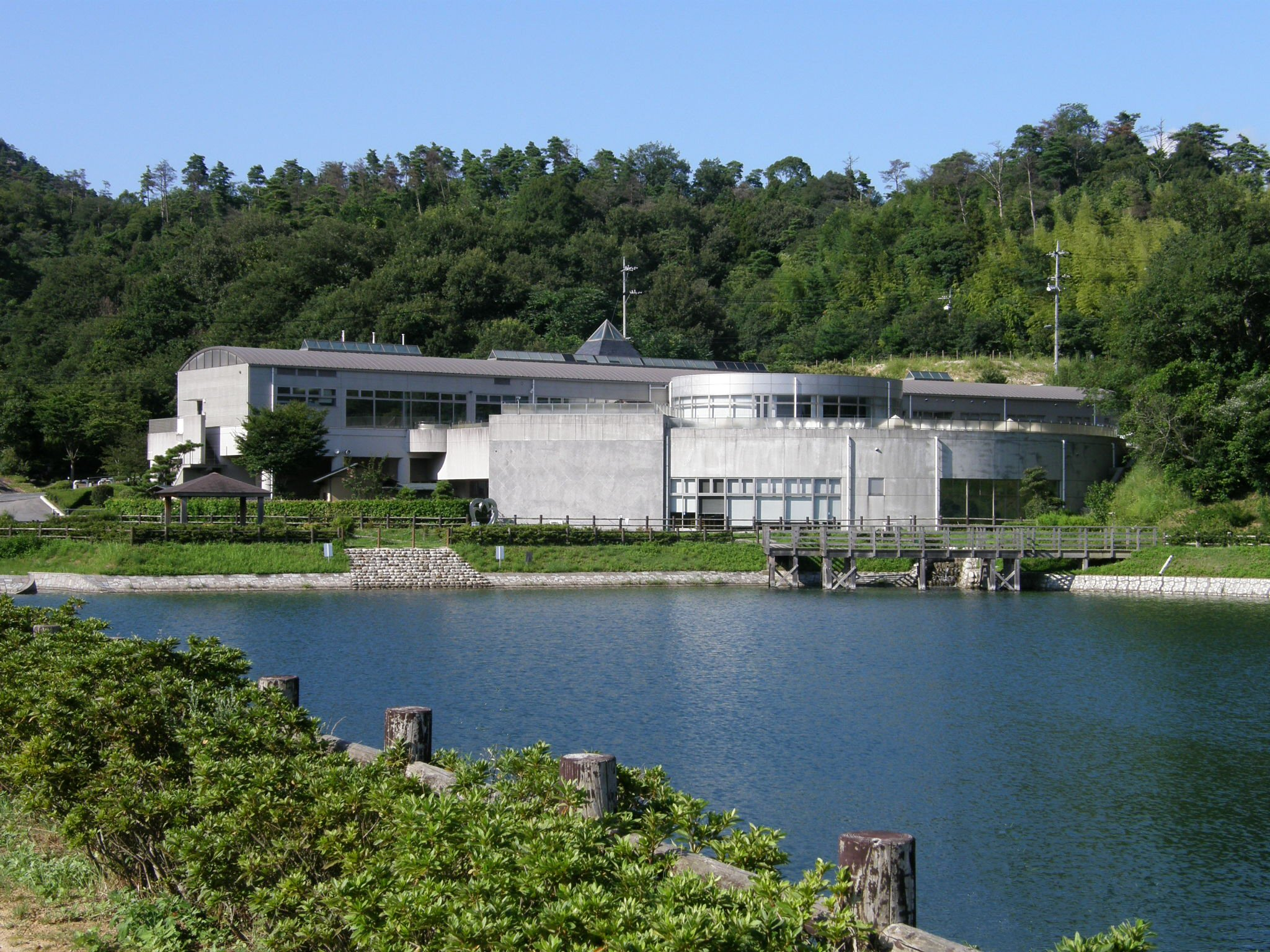
筆の里工房

- 熊野町郷土館 - 1978年開館[125]。元々は“尺田酒醸場”という蔵元で熊野町が買い取り改修して開館した[125]。木造2階建、赤瓦葺、母屋と土蔵からなる[126]。一般的な郷土資料館と同様に農具・民具などを展示している他に、書道博物館として筆と書道関係のものが充実している[125][126]。
- 熊野筆会館 - 1978年竣工[116]。熊野筆事業協同組合の事務所になる[116]。筆の里工房ができるまではここの2階が筆作りの詳細を展示し、毛筆啓発活動の場として用いられていた[117]。
- 筆の里工房 - 1994年開館[127]。
- 筆の街交流館 - 2010年開館。1921年から1963年まで熊野町役場、のち筆の原毛店が刷毛工場として利用していた建物をリノベーションし、文化交流場として開場したもの[128]。
- 筆の駅 - 2014年仿古堂が敷地内に整備した熊野町観光案内所[129]

### ふでりん
熊野町のゆるキャラ。2008年筆の里工房の筆文化支援事業によって制作され、2012年から町嘱託扱いで観光大使に就任している。
- 公式 Facebook (fuderin) - Facebook

## 参考資料
- 熊野町郷土史研究会『芸州筆の歴史:ふるさと熊野筆道資料の探訪』熊野町郷土史研究会、1995年。2017年5月6日閲覧。
- 熊野町『安芸熊野町史 通史編』熊野町、1987年。2017年5月6日閲覧。
- 熊野町商工会『筆の町 熊野誌』熊野町商工会、1954年。2017年5月6日閲覧。
- 広島県立広島商業学校実業調査部『広島県産業誌 : 郷土の商工経営と特産業の現勢』1937年。2017年5月6日閲覧。
- 佐中忠司「伝統的工芸品産業の事例調査 －毛筆製造業に関する全国的概況－」『比治山大学現代文化学部紀要』第14号、比治山大学現代文化学部、2008年3月、71-93頁、CRID 1050577232667810048、ISSN 1343-358X、2024年3月6日閲覧。
- 西田安慶「わが国筆産地の生成と発展 : マーケティングの視点から」『東海学園大学研究紀要』創刊、東海学園大学、1996年3月、125-140頁、CRID 1050001337545629056、hdl:11334/52、ISSN 1342-1514、2024年3月6日閲覧。
- 成田聖子「安芸熊野における製筆業」『新地理』第20巻、日本地理教育学会、1972年、24-34頁、2017年5月6日閲覧。